# Búnquers de la Garriga
Els Búnquers de la Garriga són una obra del municipi de Roses (Alt Empordà) inclosa en l'Inventari del Patrimoni Arquitectònic de Catalunya.

## Descripció
Situats a l'oest del nucli urbà de la població, al paratge de la Garriga. S'hi accedeix a través d'una pista de terra que s'agafa des de la carretera de Roses a Vilajuïga, passant pel davant de les instal·lacions d'un parc aquàtic. Molt a prop de les restes del castell de la Garriga.
Conjunt de tres búnquers disposats al llarg del camí, dalt d'un marge més elevat que aquest. Els dos búnquers situats cap a l'est es troben envoltats de vegetació, amb la coberta camuflada per la terra, mentre que l'oest presenta tota la coberta, i bona part de l'estructura, a l'aire lliure. A més a més té les cantonades arrodonides i és de mides més grans que els anteriors. Són de planta quadrada i es troben bastits amb ciment. Presenten unes obertures rectangulars força estretes, a manera d'espitlleres, ubicades als murs orientats al camí. S'utilitzaven per a la defensa dels accessos a la població. A diferència de la resta de búnquers documentats a Roses, aquest conjunt no servia per a canons sinó per armament de mà.

## Història
Construcció militar portada a terme per l'organisme franquista denominat Servicio Militar de Construcción, durant els anys 1945-1946. Els enginyers militars d'aquest organisme van ser, segurament, els mateixos que els búnquers de la Ciutadella, del Far i de Punta Falconera, que daten del mateix període. Durant la seva estança es varen construir uns edificis situats a la carretera de Montjoi, per sobre la Punta Falconera, per poder allotjar-los.
L'any 1985 es va decidir suprimir els regiments de defensa costanera i desmantellar les bateries.
Aquesta construcció denota la importància estratègica que pot tenir el golf de Roses i el veïnatge, en cas bèl·lic.